# Rossini Opera Festival
 Rossini Opera Festival (ROF) to międzynarodowy festiwal muzyczny odbywający się każdego roku w sierpniu w Pesaro we Włoszech, miejscu urodzenia kompozytora operowego Gioacchino Rossiniego. Jego celem, oprócz badania dziedzictwa muzycznego kompozytora, jest ożywienie i wykonanie jego dzieł w wyjątkowej scenerii i warunkach, które umożliwiają współpracę uczonych, artystów i publiczności. Często nazywa się go po prostu Festiwalem Pesaro.
Przedstawienia odbywają się w kilku miejscach.  W Teatro Rossini na 850 miejsc, zbudowanym w 1818 r. i odrestaurowanym w 2002 r.  Od 1996 r. w zmodyfikowanej arenie sportowej „BPAPalas”, od 2018 roku noszącej nazwę Vitrifrigo Arena, mieszczącej 1500 osób. Od 2000 roku inna sala, Teatro Sperimentale (Teatr Eksperymentalny), oferuje możliwość prezentacji mniejszych dzieł Rossiniego i współczesnych mu kompozytorów. Na głównym placu w Pesaro, Piazza del Popolo, odbywają się występy plenerowe. W Palazzo Olivieri, siedzibie Konserwatorium Muzycznego Rossini, znajduje się Pedrotti Auditorium, elegancka sala koncertowa zbudowana i uruchomiona w 1892 roku, dziesięć lat po rozpoczęciu kursów w Instytucie. Hala została niedawno odrestaurowana. Posiada 500 miejsc.
W dniu 13 sierpnia 1993 r. Włoski Parlament jednogłośnie uchwalił ustawę specjalną wspierającą Rossini Opera Festival, uznającą osiągnięcia Festiwalu Pesaro w odrodzeniu oper Rossiniego za uprawnione do włączenia ich do prac nadzorowanych przez państwo, renowacji narodowego dziedzictwa artystycznego. W grudniu 2012 roku kolejna ustawa zaliczyła ROF do ograniczonej grupy „festiwali muzycznych i operowych o absolutnym międzynarodowym prestiżu”.
Pierwotnie Festiwal prowadzony był przez Gminę Pesaro - bezpośredniego spadkobiercę Rossiniego, a od roku 1994 przez Fundację Rossini Opera Festival.
Festiwal jest miejscem, gdzie przywraca się do życia teatralnego często zapomniane opery Rossiniego. Każdego roku, oprócz tych najpopularniejszych dzieł pokazywane są nowe inscenizacje oper zapomnianych lub takich, których partytury zostały odnalezione po wielu latach i opracowane na nowo. Festiwal przyczynia się do popularyzacji dzieł Rossiniego na całym świecie.
Festiwal przyciąga do współpracy wybitnych artystów - realizatorów i śpiewaków. Udział w nim jest bardzo prestiżowy.  

## Wystawione opery na kolejnych edycjach festiwalu
1980–1989
- 1980: Sroka złodziejka (La gazza ladra), Szczęśliwe oszukanie (L'inganno felice)
- 1981: Włoszka w Algierze (L’Italiana in Algeri), Sroka złodziejka (La gazza ladra), Dziewica z jeziora (La donna del lago)
- 1982: Tankred (Tancredi), Włoszka w Algierze (L’Italiana in Algeri)
- 1983: Dziewica z jeziora (La donna del lago), Turek we Włoszech (Il Turco in Italia), Mojżesz w Egipcie (Mosè in Egitto)
- 1984: Podróż do Reims (Il viaggio a Reims), Hrabia Ory (Le Comte Ory)
- 1985: Mahomet II (Maometto secondo), Signor Bruschino (Il Signor Bruschino), Mojżesz w Egipcie (Mosè in Egitto)
- 1986: Turek we Włoszech (Il Turco in Italia), Bianka i Falliero (Bianca e Falliero), Hrabia Ory (Le Comte Ory)
- 1987: Okazja czyni złodzieja (L'occasione fa il ladro), Hermiona (Ermione)
- 1988: Otello, Signor Bruschino (Il Signor Bruschino), Jedwabna drabinka (La scala di seta)
- 1989: Sroka złodziejka (La gazza ladra), Okazja czyni złodzieja (L'occasione fa il ladro), Bianka i Falliero (Bianca e Falliero)

1990-1999
- 1990: Jedwabna drabinka (La scala di seta), Ricciardo i Zoraida (Ricciardo e Zoraide)
- 1991: Tankred (Tancredi), Otello, Weksel małżeński (La cambiale di matrimonio)
- 1992: Cyrulik sewilski (Il barbiere di Siviglia), Semiramida (Semiramide), Jedwabna drabinka (La scala di seta), Podróż do Reims (Il viaggio a Reims)
- 1993: Armida, Mahomet II (Maometto secondo)
- 1994: Włoszka w Algierze (L’Italiana in Algeri), Semiramida (Semiramide), Szczęśliwe oszukanie (L'inganno felice)
- 1995: Wilhelm Tell (Guglielmo Tell), Weksel małżeński (La cambiale di matrimonio), Zelmira
- 1996: Ricciardo i Zoraida (Ricciardo e Zoraide), Okazja czyni złodzieja (L'occasione fa il ladro), Matilde di Shabran
- 1997: Mojżesz i faraon (Moïse et Pharaon), Signor Bruschino (Il Signor Bruschino), Cyrulik sewilski (Il barbiere di Siviglia)
- 1998: Otello, Kopciuszek (La Cenerentola)
- 1999: Adina, Tankred (Tancredi), Podróż do Reims (Il viaggio a Reims)

2000-2009
- 2000: Oblężenie Koryntu (L'assedio di Corinto), Jedwabna drabinka (La scala di seta), Kopciuszek (La Cenerentola)
- 2001: La gazzetta, Dziewica z jeziora (La donna del lago), Le Nozze di Teti e Peleo - kantata
- 2002: Kamień probierczy (La pietra del paragone), Dziwaczne nieporozumienie (L'equivoco stravagante), Turek we Włoszech (Il Turco in Italia)
- 2003: Semiramida (Semiramide), Adina, Hrabia Ory (Le Comte Ory)
- 2004: Tankred (Tancredi), Elżbieta, królowa Anglii (Elisabetta, Regina d'Inghilterra), Matilde di Shabran
- 2005: Bianka i Falliero (Bianca e Falliero), La gazzetta, Cyrulik sewilski (Il barbiere di Siviglia)
- 2006: Torvaldo i Dorliska (Torvaldo e Dorliska), Weksel małżeński (La cambiale di matrimonio), Włoszka w Algierze (L’Italiana in Algeri)
- 2007: Otello, Turek we Włoszech (Il Turco in Italia), Sroka złodziejka (La gazza ladra)
- 2008: Hermiona (Ermione), Dziwaczne nieporozumienie (L'equivoco stravagante), Mahomet II (Maometto secondo)
- 2009: Zelmira, Jedwabna drabinka (La scala di seta), Hrabia Ory (Le Comte Ory)

2010-2019
- 2010: Zygmunt (opera) (Sigismondo), Demetriusz i Polibiusz (Demetrio e Polibio), Kopciuszek (La Cenerentola)
- 2011: Adelajda z Burgundii (Adelaide di Borgogna), Mojżesz w Egipcie (Mosè in Egitto), Jedwabna drabinka (La scala di seta),
- 2012: Cyrus w Babilonii (Ciro in Babilonia), Matilde di Shabran, Signor Bruschino (Il Signor Bruschino)
- 2013: Włoszka w Algierze (L’Italiana in Algeri), Wilhelm Tell (Guglielmo Tell), Okazja czyni złodzieja (L'occasione fa il ladro)
- 2014: Armida, Cyrulik sewilski (Il barbiere di Siviglia), Aurelian w Palmirze (Aureliano in Palmira)
- 2015: Sroka złodziejka (La gazza ladra), La gazzetta, Szczęśliwe oszukanie (L'inganno felice)
- 2016: Dziewica z jeziora (La donna del lago), Turek we Włoszech (Il Turco in Italia), Cyrus w Babilonii (Ciro in Babilonia)
- 2017: Oblężenie Koryntu (L'assedio di Corinto), Kamień probierczy (La pietra del paragone), Torvaldo i Dorliska (Torvaldo e Dorliska)
- 2018: Ricciardo i Zoraida (Ricciardo e Zoraide), Adina, Cyrulik sewilski (Il barbiere di Siviglia)
- 2019: Semiramida (Semiramide), Dziwaczne nieporozumienie (L'equivoco stravagante), Demetriusz i Polibiusz (Demetrio e Polibio)

2020–2021
- 2020: Weksel małżeński (La cambiale di matrimonio), Podróż do Reims (Il viaggio a Reims)
- 2021: Mojżesz i faraon (Moïse et Pharaon), Signor Bruschino (Il Signor Bruschino), Elżbieta, królowa Anglii (Elisabetta, Regina d'Inghilterra)[3].
- 2022: Hrabia Ory (Le Comte Ory), La gazzetta, Otello, Podróż do Reims (Il viaggio a Reims)
- 2023: Aurelian w Palmirze (Aureliano in Palmira), Edward i Krystyna (Eduardo e Cristina), Adelajda z Burgundii (Adelaide di Borgogna), Podróż do Reims (Il viaggio a Reims)[4]